# Overvågning
Overvågning er monitorering af information, geografiske områder, genstande eller personer med det formål at tilegne sig og gemme informationer om målet for overvågningen. Informationerne kan efterfølgende bruges til fordel, men også i høj grad til ulempe, for den overvågede. Det kan foregå ved observationer foretaget på lang afstand med elektronisk udstyr, som fx overvågningskameraer og nummerpladegenkendelse eller ved at opsnappe data elektronisk via internet eller fra mobiltelefoner. Men det kan også foregå helt lavteknologisk ved ganske almindeligt opsyn eller overhøring. Overvågning omfatter også brud på brevhemmeligheden, telefon- og rumaflytning, satellitfoto og ulovlig indsamling af sundhedsdata.
Stater og regeringer benytter sig i stigende grad af masseovervågning i et forsøg på at dæmme op for kriminalitet og forebygge terror, men også som et middel til opklaring af forbrydelser. Private virksomheder indsamler også data om deres brugere og overvåger dermed brugernes adfærd.
Overvågning kan være en krænkelse af privatlivets fred. I Danmark er der vedtaget en række love som skal beskytte individets ret til ikke at blive overvåget, det drejer sig bl.a. om Grundlovens § 72, Straffelovens § 264 d og Persondataloven.

## Forskelle
Systematisk overvågning eller Computerassisteret overvågning er processen af optegnelsen af adfærd hos mennesker, genstande eller processer indenfor systemer. Systemer kan være de accepterede eller ønskede normer i trygge systemer (trusted system) for sikkerhedskontrol eller social kontrol.
Medicinsk overvågning (eller monitorering) handler om at følge en patients tilstand over tid, for at følge udviklingen i patientens tilstand, evt. med henblik på at opdage forværringer i et tidligt stadie, så hensigtsmæssige forholdsregler kan træffes.